# VII Giochi asiatici
I VII Giochi asiatici si disputarono a Teheran, Iran, dal 1º al 16 settembre 1974.

## Medagliere
| #      | Nazione        | Oro | Argento | Bronzo | Totale |
| ------ | -------------- | --- | ------- | ------ | ------ |
| 1      | Giappone       | 75  | 49      | 51     | 175    |
| 2      | Iran           | 36  | 28      | 17     | 81     |
| 3      | Cina           | 32  | 46      | 27     | 106    |
| 4      | Corea del Sud  | 16  | 26      | 15     | 57     |
| 5      | Indonesia      | 15  | 14      | 17     | 46     |
| 6      | Israele        | 7   | 4       | 8      | 19     |
| 7      | India          | 4   | 12      | 12     | 28     |
| 8      | Thailandia     | 4   | 2       | 8      | 14     |
| 9      | Corea del Nord | 3   | 4       | 4      | 11     |
| 10     | Mongolia       | 2   | 5       | 8      | 15     |
| 11     | Pakistan       | 2   | 0       | 7      | 9      |
| 12     | Sri Lanka      | 2   | 0       | 0      | 2      |
| 13     | Singapore      | 1   | 3       | 7      | 11     |
| 14     | Iraq           | 1   | 0       | 3      | 4      |
| 15     | Filippine      | 0   | 2       | 11     | 13     |
| 16     | Malaysia       | 0   | 1       | 5      | 6      |
| 17     | Birmania       | 0   | 1       | 2      | 3      |
| 18     | Kuwait         | 0   | 1       | 0      | 1      |
| 19     | Afghanistan    | 0   | 0       | 1      | 1      |
| Totale | Totale         | 202 | 199     | 208    | 609    |

## Risultati
- Nuoto
- Pallacanestro
- Pallanuoto